# 로버트 크래프트
로버트 K. 크래프트(Robert K. Kraft, 1941년 6월 5일 ~ )는 미국의 기업인이자 스포츠 재벌로, 뉴잉글랜드 패트리어츠와 메이저 리그 사커의 뉴잉글랜드 레벌루션의 구단주이다.
매사추세츠주 브루클라인 출생으로, 1959년 브루클라인 고등학교 졸업 후 장학금으로 컬럼비아 대학에 입학해 1963년 졸업하였다. 1965년 하버드 경영대학원에서 MBA를 받고 야곱 히아트의 딸이자 1964년 브랜다이스 대학을 졸업한 미라 크래프트와 결혼하였다.
매사추세츠주 우스터 기반의 히아트 회사가 소유한 랜드-휘트니 그룹에서 경력을 쌓기 시작해 1972년 국제 산림 식품 주식 회사를 세우고 두 회사는 종이와 패키징 업체 최초로 100개국에 상위 상품을 수출하였다.
1986년 중소 비즈니스 그룹이자 CBS의 보스턴 지부 WNEV-TV 인수를 도왔고, 엔터테인먼트 분야에서도 여러 라디오 방송국을 인수하였다.
1985년 폭스보로 스타디움을 인수했다가 1988년 법정 관리를 신청한 뒤 빌리 설리번에게 매각하였고, 1992년 미주리주 세인트루이스의 사업가 제임스 오스웨인 빅터 키암으로부터 파산에 직면한 뉴잉글랜드 패트리어츠를 인수하였고 1996년 메이저 리그 사커의 뉴잉글랜드 레벌루션을 설립하였다.
또한 자선 사업도 펼쳐 교육과 어린이, 여성 문제, 건강 관리, 청소년 스포츠, 미국과 이스라엘의 관계에 대해 수백만 달러를 기증했는데, 2007년 모교 컬럼비아 대학에 500만 달러를 기부했다.